# Giuseppe Brega
Giuseppe Brega (Urbino, 1877 – Pesaro, 28 febbraio 1960) è stato un architetto italiano.
Allievo di Diomede Catalucci, affrescò ancora giovanissimo la villa "Il Montale" di Ettore Baiardi, situata nei pressi di Urbino.
Nella stessa città, affrescò alcuni soffitti di Villa Clelia della famiglia di Arturo e Clelia Moscati, e di Palazzo Giunchi (stessa proprietà).

Dopo il diploma al Regio Istituto di Belle Arti delle Marche, Brega, trasferitosi a Pesaro, iniziò la sua carriera di artista, decoratore, architetto e insegnante di disegno.
Lavorò dapprima nell'industria di ceramiche dell'industriale farmaceutico Oreste Ruggeri per la quale fu anche direttore artistico. In seguito, dal 1902 al 1907, realizzò un importante lavoro liberty con Ruggeri, nella costruzione del Villino Ruggeri. Per quest'opera disegnò anche mobili, decorazioni interne, elementi in ferro e decorazioni esterne.
Nel 1905 dipinse il manifesto pubblicitario per la stagione balneare di Pesaro intitolato "Una finestra sul Lido", disegnando una figura femminile in un panorama marino.